# 법률관계
법률관계(法律關係)는 법률이 규율하는 사람과 사람 간의 행위 관계이다. 사람과 사람 간의 행위 관계는 복잡다단하며 그 대부분은 종교·도덕·예의 등의 규범에 의하여 규율되고 있다. 법률이 규율하는 행위 관계는 그 종류나 성질에 따라 다른 것으로, 우정이나 친자·부부관계에서는 적으며, 매매나 어음 등의 거래관계에서는 아주 많다. 어떠한 행위 관계가 법률의 규율을 받을 것이냐 하는 것은 사회 및 문화의 발달 상태에 따라 일정하지가 않다. 그것은 사회생활의 질서를 유지하고 정의를 실현시킬 필요의 정도 여하에 달려 있다.
법률관계는 행위 관계의 종류에 따라 자연적인 친자·부부관계와 인위적인 재산 관계로 나뉜다. 또한 인위적인 것에도 일시적인 매매관계와 예속적인 고용관계·회사관계가 있다. 영속적 법률관계의 기초인 행위 관계의 변화는 사정변경의 원칙에 의한 법률관계의 변경을 가져온다. 다양한 행위 관계에 공통된 법률관계 규정을 목적적으로 통일시킨 것이 법제도이다.
법률관계의 내용은 구체적으로 권리와 의무의 복합적 구성물인데，이를 권리중심으로 파악하면 권리가 발생 · 변경 · 소멸하는 모습으로 나타난다.

## 같이 보기
- 법률
- 법제도
- 호의관계